# Williamstown, Kentucky
Williamstown är administrativ huvudort i Grant County i Kentucky. Orten har fått sitt namn efter markägaren William Arnold. Enligt 2010 års folkräkning hade Williamstown 3 925 invånare.